# Joop Luijkenaar
Johannes Hendrik "Joop" Luijkenaar (Rotterdam, 19 januari 1918 – Edmonton, Alberta, 4 februari 1996) was Engelandvaarder.

## Vroege jaren
Johannis Hendrikus (Joop) werd in Rotterdam geboren als tweede zoon van Leendert Luijkenaar en Anna Helders. Joop oefende bij de boksschool van Wim Brand in de Keerweerlaan, was goalkeeper voor de Neptunus voetbalclub en werkte al vroeg als slagersknecht voor de Schops vleesfabriek. Hij was vrijgesteld van dienst omdat zijn broer al gediend had maar dat veranderde kort na zijn ontslag bij Schops in 1939. Joop moest toch in dienst.

## Eerste carrière
Luijkenaar werd geplaatst in Grave, Noord-Brabant, dicht bij de grens met Duitsland. Daar leerde hij een opper  van de Koninklijke Marechaussee kennen die hem vroeg of hij zin had bij de Marechaussee te komen. Na zijn examen maakte Luijkenaar deel uit van de Grave Brigade, en kreeg verdere opleiding in de Koning Willem II kazerne in Apeldoorn en bij de Marechausseeschool op de Gondelstraat in Scheveningen. Vanaf 14 februari 1940 zijn standplaats was Zierikzee.

### Oorlogsjaren
Zijn eerste heldendaad verrichtte Luijkenaar tijdens de meidagen van 1940. Nadat op 13 mei 1940 bij Terneuzen een Engels oorlogsschip door een bom werd geraakt redde hij meerdere gewonden van de verdrinkingsdood. Met anderen van de Marechaussee moest hij een rendez-vous maken in Caen, France, hij fietste daarnaartoe om uiteindelijk via Duinkerken naar Plymouth over te steken op 12 juni 1940.
In Engeland, na een korte tijd met de Princes Irene Brigade, werd hij als vrijwilliger in Scotland door de SOE opgeleid tot geheim agent. In de nacht van 28 augustus 1944 werd hij bij Voorthuizen geparachuteerd om het verzet te leren met wapens om te gaan. Op 3 mei 1945 was hij weer terug in Engeland. Hij woonde toen op 117 Hertford House (Londen W1).

### Na de oorlog
Na de oorlog bleef Luijkenaar bij de Koninklijke Landmacht. Hij werd naar Engeland overgeplaatst. Zijn verloofde Alida Johanna Booij volgde hem en zij trouwden op 9 augustus in Westminster, Londen. Daarna woonden zij in Indonesië en was hij in actieve dienst in Indonesië en Korea.
Alida werd Alice genoemd. Zij zat in het verzet en werd in 1944 gearresteerd. Ze zat tot het einde van de oorlog gevangen. Na Londen woonde het echtpaar enkele jaren in Indonesië en Duitsland (Bad Oeynhausen), voordat ze in Arnhem terechtkwamen, waar hun derde zoon en eerste dochter geboren werden. Er volgenden nog overplaatsingen naar La Courtine en Maastricht voordat hij eervol werd ontslagen met de rang van luitenant-kolonel.

## Tweede carrière
Van 1963-1969 was hij  de niet-academische directeur van de Haagsche Hotelschool en hoofd van het internaat. Daarna emigreerde hij naar Canada, waar hij tot zijn pensioen in de hotel- en cateringindustrie werkte.
Luijkenaar overleed in Edmonton en werd daar gecremeerd.

## Onderscheidingen

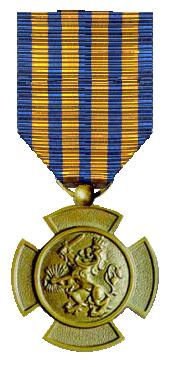
Bronzen Leeuw
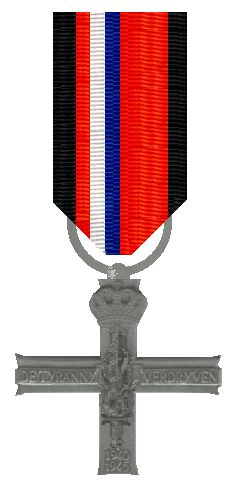
Verzetsherdenkingskruis